# 和束町有線テレビ放送
和束町有線テレビ放送（わづかちょうゆうせんテレビほうそう）は、京都府相楽郡和束町が運営していた公営ケーブルテレビ局である。地上デジタル放送に対応した設備更新ができず、2011年（平成23年）7月24日に放送を終了した。

## サービスエリア
- 和束町全域